# Диадемова червеноопашка
Диадемова червеноопашка (Phoenicurus moussieri) е вид птица от семейство Muscicapidae.

## Разпространение
Видът е разпространен в Алжир, Либия, Мароко и Тунис.